# Eremobelba heterotricha
Eremobelba heterotricha är en kvalsterart som beskrevs av Sandór Mahunka 1977. Eremobelba heterotricha ingår i släktet Eremobelba och familjen Eremobelbidae. Inga underarter finns listade i Catalogue of Life.